# (5412) Rou

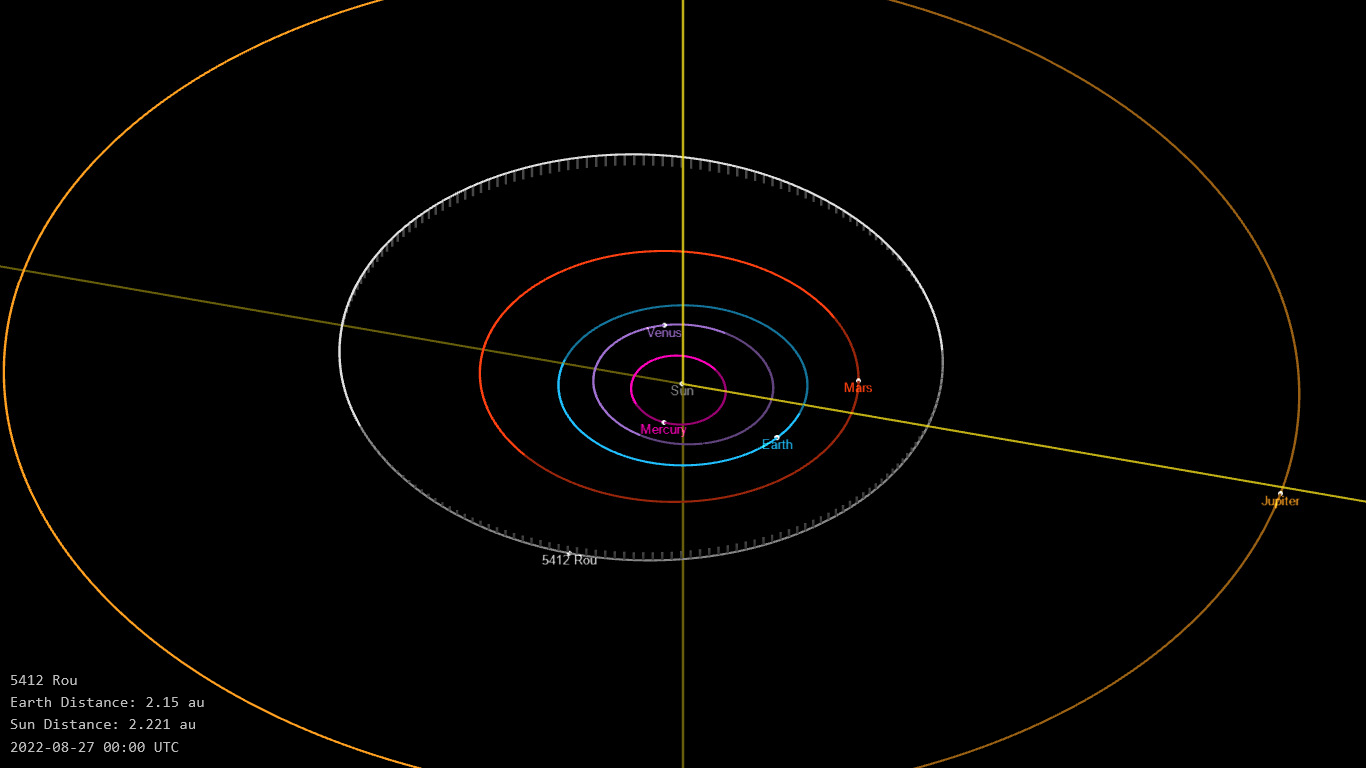
Orbita (5412) Rou

(5412) Rou (1973 SR3) – planetoida z pasa głównego asteroid okrążająca Słońce w ciągu 3,82 lat w średniej odległości 2,44 j.a. Odkryta 25 września 1973 roku.